# Selección de fútbol sub-20 de Túnez
La Selección de fútbol sub-20 de Túnez, conocida también como la Selección juvenil de fútbol de Túnez, es el equipo que representa al país en la Copa Mundial de Fútbol Sub-20 y en el Campeonato Juvenil Africano, y es controlada por la Federación Tunecina de Fútbol.

## Palmarés
- Campeonato Juvenil Africano: 0
  - Finalista: 1

1985

## Estadísticas

### Campeonato Juvenil Africano
- De 1979 a 1983: No clasificó
- 1985: Finalista
- De 1993 a 2019: No clasificó
- 2021: Semifinalista

### Mundial Sub-20
- 1977: Fase de grupos
- De 1979 a 1983: No clasificó
- 1985: Fase de grupos
- De 1987 a 2019: No clasificó
- 2023: Octavos de final